# Plebanka (gmina Aleksandrów Kujawski)
Plebanka – wieś w Polsce położona w województwie kujawsko-pomorskim, w powiecie aleksandrowskim, w gminie Aleksandrów Kujawski.
Wieś sołecka – zobacz jednostki pomocnicze gminy Aleksandrów Kujawski w BIP.
Sołtysem wsi jest Marek Buszka.

## Historia wsi
Plebanka w wieku XIX była folwarkiem w powiecie nieszawskim, gminie Służewo, parafii Ostrowąs, odległym o dziesięć wiorst od Nieszawy. Miała 70 mieszkańców. Na obszarze folwarku znajduje się małe jezioro i pokłady torfu.
W 1827 r. był tu jeden dom i dwudziestu mieszkańców. W 1886 r. folwark Plebanka miał rozległość mórg 468: gruntów ornych i ogrodów mórg 321, łąk mórg 85, wody mórg 54, nieużytków mórg 8: budynków murowanych było 8, z drzewa 2; płodozmian 12 polowy.
Znajduje się tutaj dwór z 1900 r., rozbudowany w latach 20. XX wieku i wyremontowany w 1964.
Miejscową spółdzielnię produkcyjną odwiedzili latem 1974 przywódca NRD, Erich Honecker wraz z I sekretarzem KC PZPR, Edwardem Gierkiem. W latach 1975–1998 miejscowość położona była w województwie włocławskim.